# Hrodna
Hrodna vagy Horadnya (belaruszul: Гродна, lengyelül: Grodno, oroszul: Гродно, litvánul: Gardinas) nagyváros Fehéroroszország északnyugati részén, a litván és a lengyel határ közelében, a Nyeman folyó és a Laszoszna (Loszoszno) összefolyásánál. A Hrodnai terület és a Hrodnai járás székhelye.

## Fekvése
Minszktől 250 km-re nyugatra fekszik, a lengyel határtól 17 km-re (Kuźnica Białostocka 22 km), a litván határtól 25 km választja el. Lakossága 2024-ben 361 115 fő volt, ezzel az ország 5. legnépesebb városa. Területe 80 km².

## Történelem

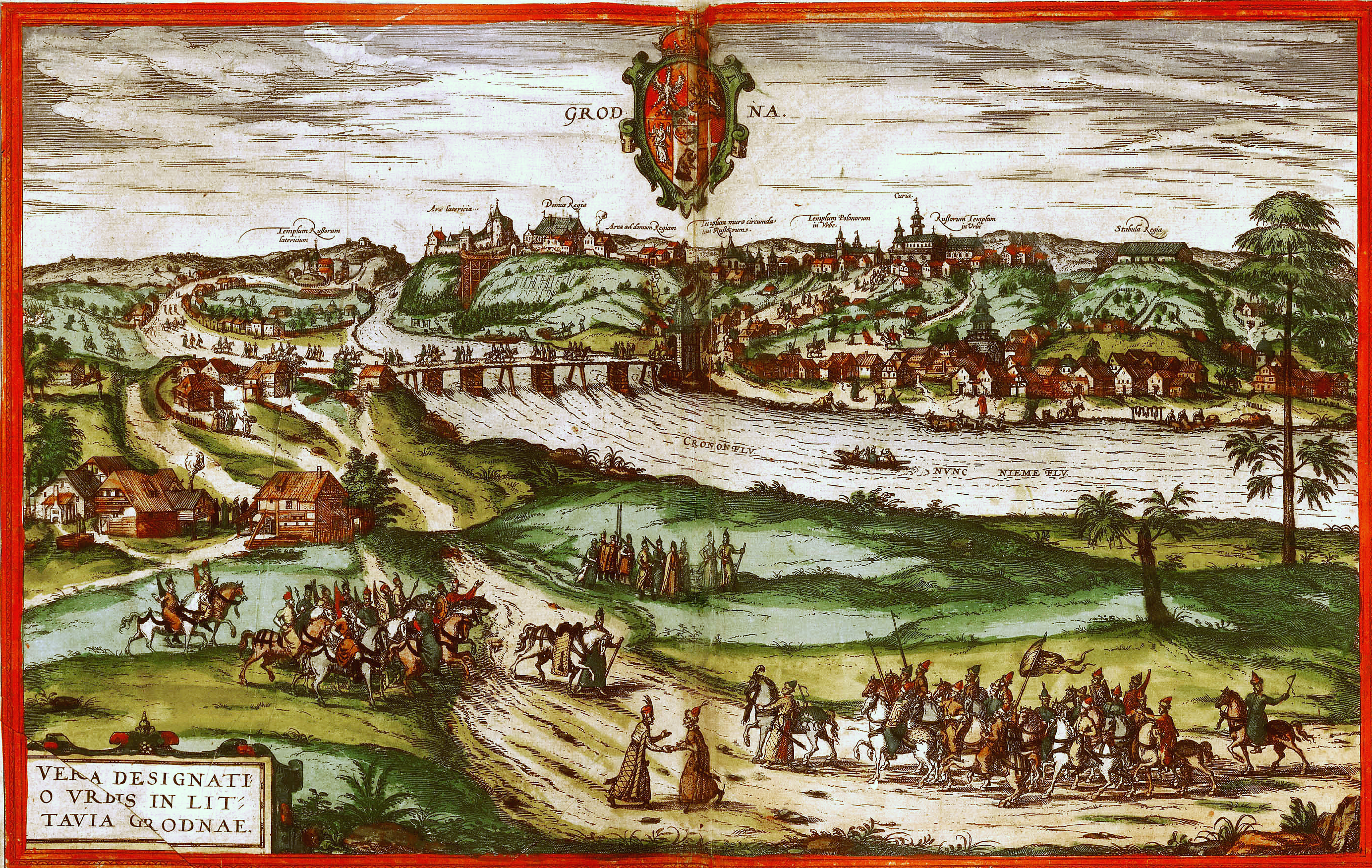
Hrodna 16. századi látképe

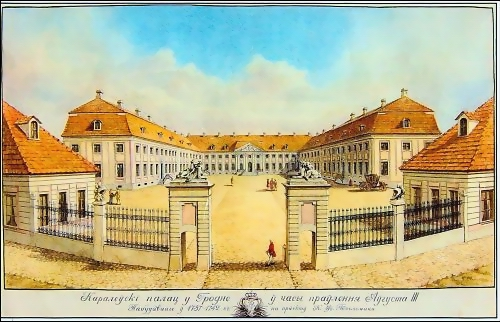
A 18. század derekán épült új királyi palota

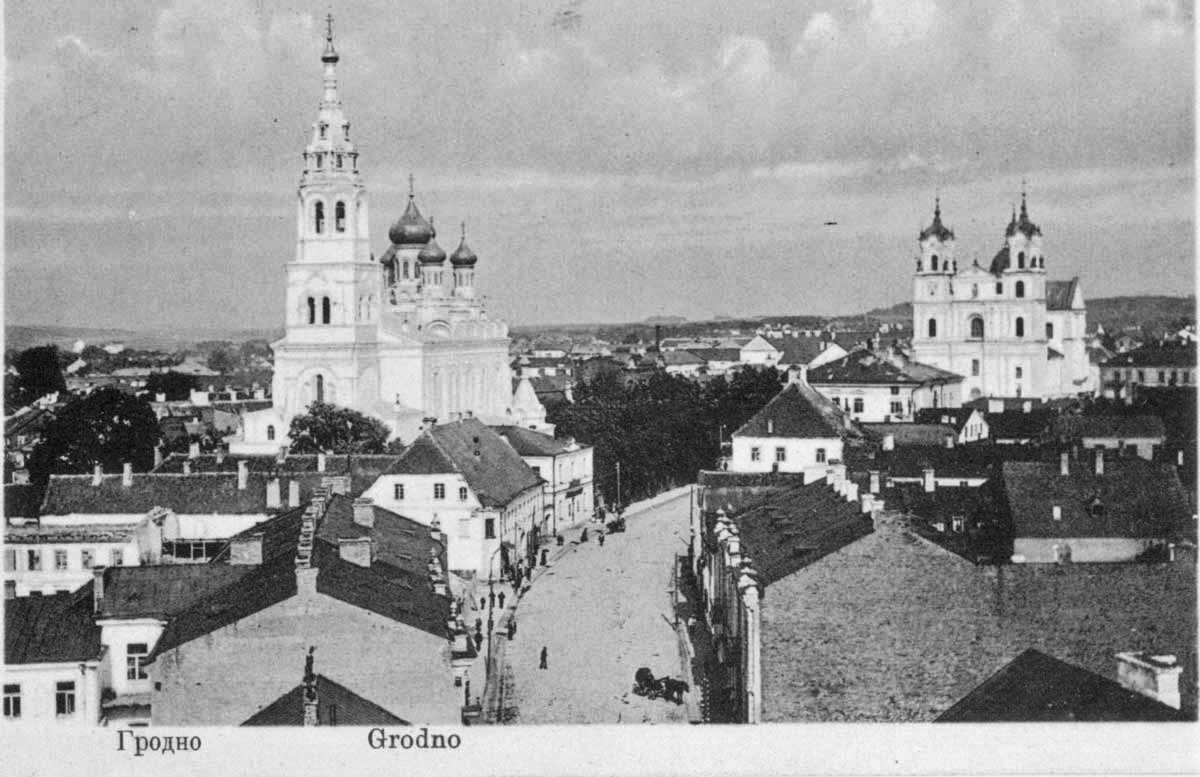
Hrodna 1920-ban

Hrodna ősi szláv alapítású város, a Várhegyen (Zamkovaja gora) folytatott ásatások gazdag anyagi kultúrát tártak fel a kora középkorból. A város első írásos említése 1128-ból származik (Horoden). A 12. században a Grodnói fejedelemség székhelye volt, a litván és a lengyel határhoz való közelsége révén nagy kereskedelmi és stratégiai jelentősége volt.  A Fekete-Ruténiá-nak nevezett terület legnagyobb városa volt, a teuton lovagrend számos támadást intézett ellene (1284-ben el is foglalták). 1250 körül a litvánok hódították meg a Nyeman völgyét, véglegesen 1270-ben került a város uralmuk alá. Vitold litván nagyfejedelem 1376–1392 között Grodno fejedelme is volt (a város ekkoriban Litvánia második fővárosa volt), innen indultak a litván hadak 1410-ben a grünwaldi csatába a lovagrend ellen, ahová rengeteg fehérorosz vitéz kísérte őket és harcolt velük. 1389-ben a nagyfejedelemség területén elsőként itt engedélyezték a zsidók letelepedését, akik aztán hamarosan a város egyik meghatározó népcsoportjává váltak. Hrodna 1496-ban kapott teljes magdeburgi városi jogokat.
A 16. században a lengyel–litván államszövetség egyik legfontosabb városa lett, Báthory István fejedelem uralkodói központjává és de facto fővárosává tette, itt építette fel reneszánsz stílusú palotáját (ott is halt meg 1586-ban) A szejmnek is számos alkalommal adott otthont. A 17−18. században Hrodna hanyatlásnak indult a gyakori háborúk (1655–1658 között az oroszok majd a svédek foglalták el, a nagy északi háborúban számos alkalommal cserélt gazdát), a feudális anarchia és az 1709–1710-es pestisjárvány miatt. Négy alkalommal (1675, 1720, 1750, 1782) tűzvész is pusztította a várost. Az 1770-es évektől megindult a lassú iparosítás, számos manufaktúra létesült, kis ideig orvosi akadémia is működött itt (1775−1781 között), amely a mai Fehéroroszország leghíresebb orvosi egyeteme elődjének tekinthető.
1793. május 27-én itt ülésezett a régi Lengyelország utolsó rendi országgyűlése (szejm), melynek legfontosabb határozata a nagy szejm által megalkotott május 3-i alkotmány hatálytalanítása volt. 1794-ben Tadeusz Kościuszko felkelésének egyik központja volt. 1795-ben a cári Oroszországhoz került, 1801-ben kormányzósági székhely lett. A lakosság nagy része üdvözölte az 1812. július 2-án bevonuló francia katonákat, Napóleon császár Hrodnát ekkor a rövid életű Litván Nagyhercegség fővárosává tette. Az 1830-as és 1863-as lengyel felkelésekben jelentős szerepet játszott a város. A jobbágyfelszabadítás (1861) és a Szentpétervár–Varsó-vasútvonal megépülése (1862) után gyors fejlődésnek indult, főként az élelmiszer-, fa- és dohányipar honosodott meg. 1887-ben 26 ezer, 1910-ben pedig már 65,5 ezer lakosa volt. A régi városrészek egy részét 1885-ben egy tűzvész pusztította el.
1915. augusztus 21-én a császári német hadsereg elfoglalta a várost, és egészen 1919-ig megszállás alatt tartotta. Ekkor az antant határozatával Lengyelországnak adták át. A Vörös Hadsereg 1920-ban 4 hónapra elfoglalta ugyan, de az 1921-es rigai szerződés értelmében Lengyelországhoz került. A két háború között gazdasága hanyatlásnak indult és közigazgatási központi szerepe is megszűnt. Népessége 1931-re 49 ezerre csökkent (ekkoriban lakosságának többsége zsidó és lengyel volt).
1939 szeptemberében a Szovjetunióhoz került (a lengyelek 4 napon át védték várost, a Vörös hadsereg szeptember 24-én foglalta el). 1941. június 24-én az előrenyomuló hitleri német hadsereg foglalta el. A zsidó lakosság nagy részét megölték, de Hrodna – más belarusz városokhoz képest – kisebb károkat szenvedett, belvárosa viszonylag épen megmaradt. A város környékén intenzív partizánmozgalom folyt. A szovjetek 1944. július 16-án foglalták vissza Hrodnát, majd 1944 szeptemberében területi székhellyé tették. A háború után számos új üzemet (textilkombinát, cipőgyár stb.) létesítettek, sokoldalú ipari központtá vált. Lakossága főként az 1970-es évek óta növekszik gyorsan (1965-ben 98 ezer; 1980-ban már 202 ezer lakosa volt), a népességnövekedés napjainkban is tart. 2003-ban nagyszabású műemlék-restaurációba kezdtek, ma Hrodna az ország egyik leglátogatottabb műemlékvárosa.

## Gazdaság, oktatás

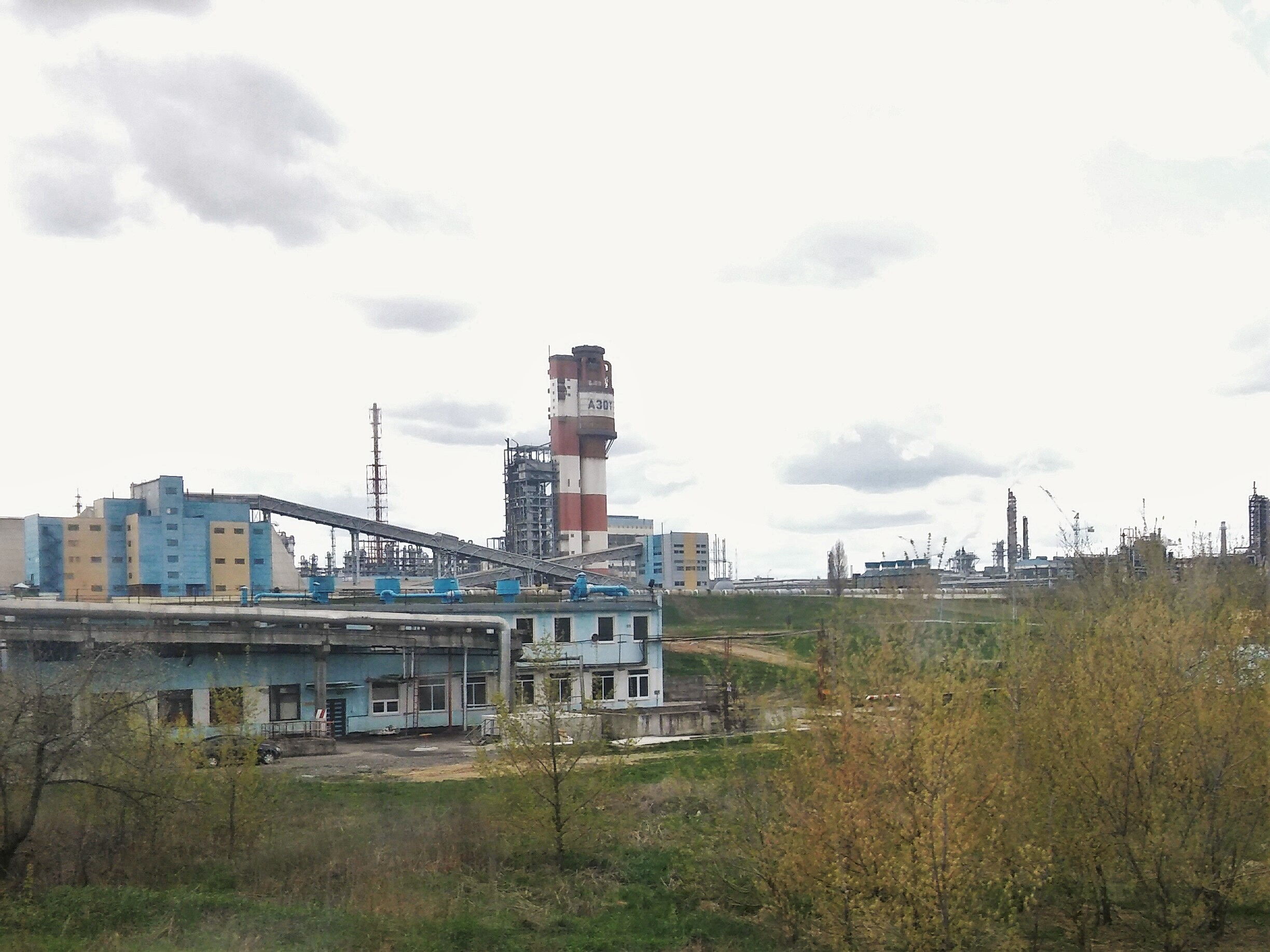
A nitrogénműtrágya-gyár (AZOT)

Hrodna fontos iparváros, elsősorban könnyűiparáról nevezetes. Sokoldalú textilipara (finomposztógyártás, konfekcióipar), könnyűvegyipara (műszálgyártás, nitrogénműtrágya-gyártás) és élelmiszeripara (például sörgyár) van. Gépipara kardántengelyek és szerszámgépeket gyárt. Meg kell említeni még bőr-, fa-, dohány-, üveg- és építőanyag-iparát is. Hrodnában 3 egyetem (Hrodnai Állami Egyetem, Orvosi Egyetem, Mezőgazdasági Egyetem) működik.

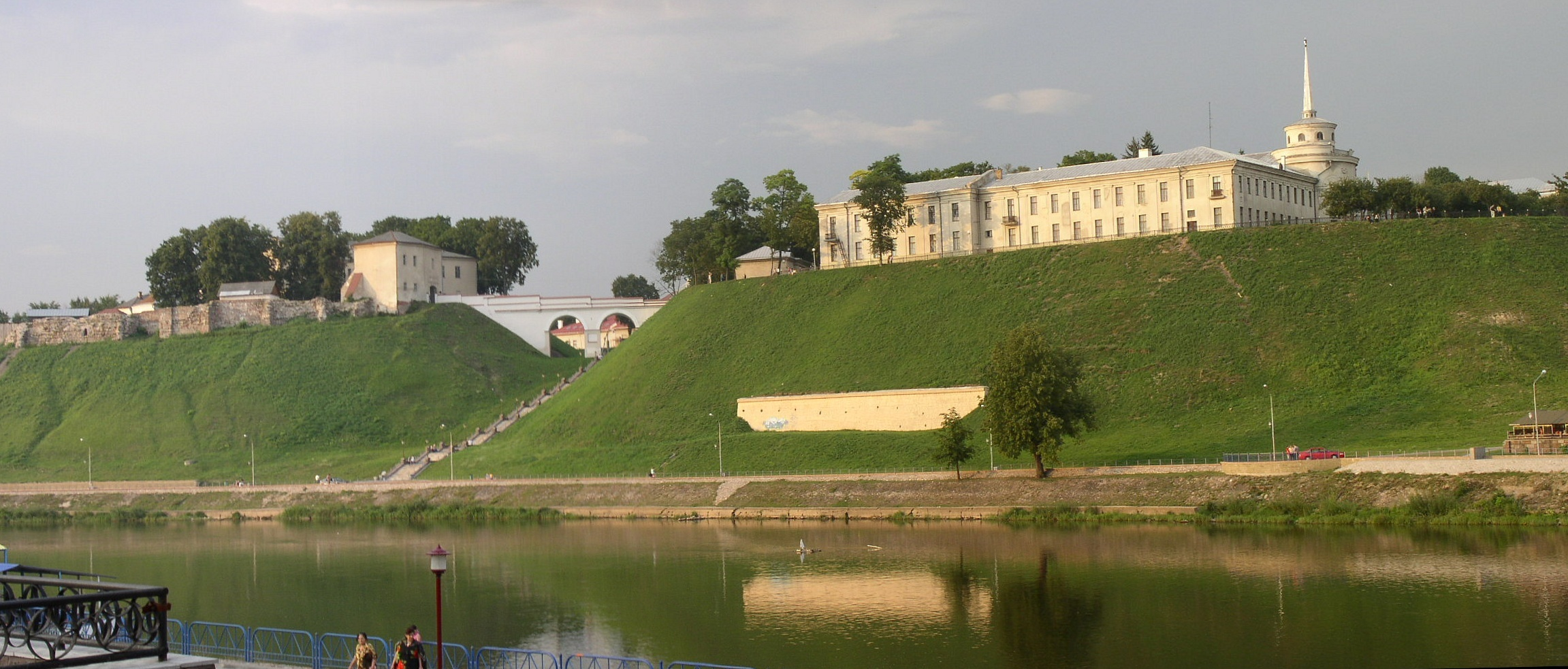
A Nyeman fölé magasodó Régi és Új kastély

## Nevezetességek

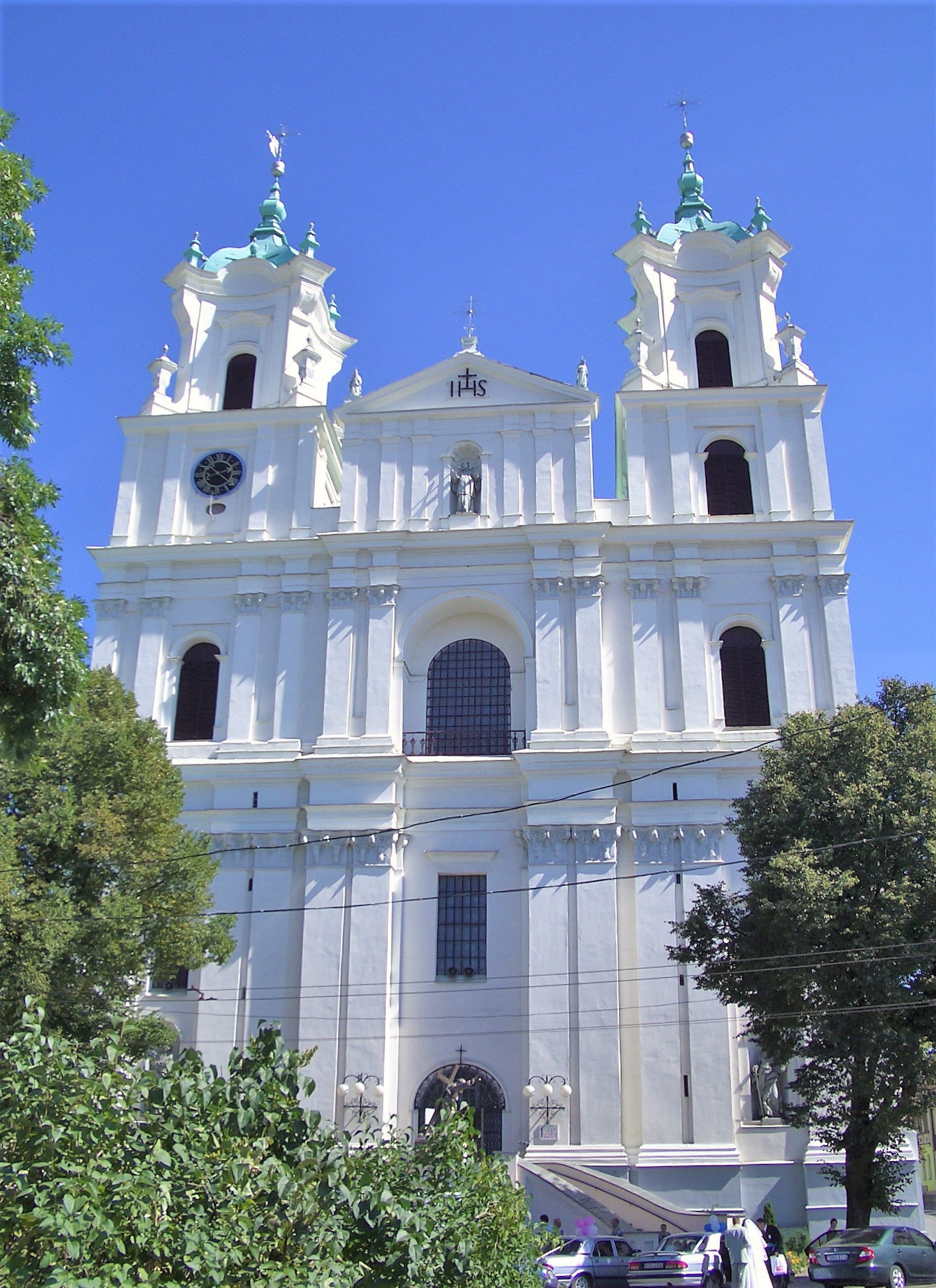
A Xavéri Szent Ferenc-székesegyház

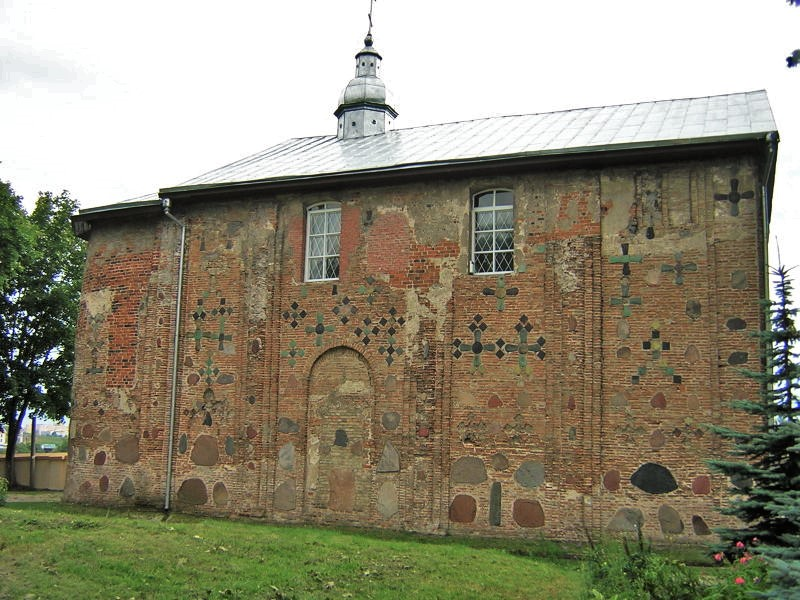
A Boriszoglebszkaja-templom

Hrodna rendkívül gazdag műemlékekben. Az ásatások 12. századi erődítményt tártak fel és ebből az időből származik az ország egyik legértékesebb műemléke, a Szent Borisz és Gleb-templom, más néven Boriszoglebszkaja-templom vagy  Kalozsa-templom (Vszevolod fejedelem két fia, Borisz és Gleb építtette, róluk nevezték el), amely középkori freskóiról is híres.
A szintén 12. századi vártemplom v. Alsó-templom (Pridvornaja v. Nyizsnyaja cerkov) csak romokban maradt fenn, a Nyeman fölé magasodó Régi kastély (Sztarij zamok) területén. A régi vártól északra, egy másik dombon találjuk az 1730−1750-es években épített királyi palotát, az Új kastélyt (Novij Zamok), amely a második világháborúban súlyos károkat szenvedett, közelében áll a jellegzetes tűztorony. A városközpontban számos értékes templomot találunk, így az 1720−1751 között épült Istenanya-templomot (cerkov Rozsgyesztva Bogorogyici), a Brigitta-nővérek barokk kolostortemplomát (1642) és a legismertebbet, a főtéren (Szovjetszkaja ploscsagy) álló Xavéri Szent Ferenc-székesegyházat és volt jezsuita kolostort, amely 1678−1705 között épült. A Nyeman bal partján áll a ciszterciták kolostora és Szentkereszt-temploma (17−18. század), vele szemben a jobb parton pedig a ferencesek Istenanya-temploma (1635). Az elhanyagolt állapotú zsinagóga a 19. század végén, a modern városi drámai színház az 1980-as években épült. Az ország elsőként létrehozott állatkertje szintén Hrodnában található.

## Ismert hrodnaiak
- IV. Kázmér lengyel király (1427−1492) Litvánia nagyhercege és Lengyelország királya
- Kornyáti Bekes Gáspár (1520−1579) erdélyi politikus, hadvezér
- Báthory István (1533−1589) erdélyi fejedelem, Lengyelország királya
- Lazar Markovics Zamenhof (1859−1917) szemészorvos, filológus, az eszperantó nyelv nyelvtervezetének megalkotója
- Wilfrid Michael Voynich (1865−1930) lengyel forradalmár
- Alekszej Innokentyjevics Antonov (1896 - 1962) szovjet–orosz katonatiszt, hadseregtábornok
- Meyer Lansky (eredeti nevén Majer Suchowliński, (1902−1982) amerikai maffiavezér
- Czesław Niemen (1939−2004) lengyel progresszív rockénekes, zeneszerző
- Olga Korbut (1955 − ) négyszeres olimpiai bajnok tornász, a sportág megreformálója

## Testvérvárosok és partnertelepülések
Hrodnának 9 várossal, egy városrésszel és egy járással van testvérvárosi kapcsolata. Emellett további négy várossal kötött partneri együttműködési megállapodást.

### Testvérvárosok
- Nyírbátor, Magyarország
- Alytus, Litvánia
- Askelón, Izrael
- Białystok, Lengyelország
- Csebokszári, Oroszország
- Druskininkai, Litvánia
- Dzerzsinszk, Oroszország
- Himki, Oroszország
- Kraljevo, Szerbia
- Limoges, Franciaország
- Scsukino (Moszkva), Oroszország
- Tuapszei járás, Oroszország

### Partnertelepülések
- Lazdijai, Litvánia
- Minden, Németország
- Słupsk, Lengyelország
- Vologda, Oroszország